# Vector (álbum de Haken)
Vector es el quinto álbum de estudio de la banda británica de metal progresivo Haken. Se espera su lanzamiento para el 26 de octubre de 2018 una vez más a través de InsideOut Music. El álbum fue producido por los miembros de la banda junto con Adam "Nolly" Getgood, el exbajista y productor de Periphery. Nuevamente, el diseño artístico ha sido creado por Blacklake, el cual presenta un arte con el estilo de las manchas de tinta del test de Rorschach.

## Trasfondo
Acerca del disco, el vocalista Ross Jennings comentó:

No nos gusta hacer música simple. Siempre apuntamos a desafiar las expectativas, y yo creo que hemos superado lo que nos disponíamos a alcanzar con este nuevo disco [...] Nosotros mismos producimos el disco, como siempre, pero somos fanáticos de lo que Adam ha hecho con Periphery, Sikth y Devin Townsend. Él tiene una gran reputación por el lado heavy de nuestro género.

El guitarrista Charlie Griffiths añadió:

Siempre hemos tenido una influencia heavy, pero era obvio que, por los riffs que se nos iban ocurriendo naturalmente al empezar el proceso de composición, este sería más un álbum de heavy metal. Aquí hay de las canciones más guiadas por riffs que hemos escrito.

Durante un breve momento, una canción adicional llamada "Verbal Summator" fue parte de la lista de canciones en las preventas de la tienda de InsideOut. Su duración era de 01:02. Sin embargo, la canción ha desaparecido por ahora.
Como parte de un juego, la banda empezó a publciar mini-clips con partes de la canción "Puzzle Box", los cuales presentan a los miembros de la banda tratando de resolver una puzzle box. Están previstos seis videos con la intención de que los admiradores descifren el orden original de la canción.

## Concepto
Con respecto al concepto del disco, Griffiths mencionó:

Musicalmente se siente como un paso lógico desde 'Affinity', pero en cuanto a las letras, este es un poco más teatral y lo más ‘ópera rock’ que Haken ha hecho. Trata de un doctor con un interés intrigante, y quizás siniestro, en un paciente en particular. A partir de allí, la historia entra en el punto de vista del paciente – quien parece estar en un estado catatónico, pero su mente está desencadenando lo que podrían ser recuerdos, o ilusiones traídas por el tratamiento que está recibiendo – dejaremos a los oyentes que decidan eso [...] Y he ahí el reto para los fanáticos – que descubran por ellos mismos su propia interpretación de Vector como disco.

En una entrevista, y cuando se le preguntó sobre el concepto del disco, el tecladista de la banda, Diego Tejeida, reveló que están involucrados el ámbito de la Psicología y los experimentos psicológicos, el Psicoanálisis y la corriente freudiana, y que hay mucha influencia del los experimentos de Milgram, y los experimentos de condicionamiento Pavlovianos y operantes.

## Lista de canciones
Todas las canciones escritas y compuestas por Haken. 
| N.º | Título                        | Duración |  |
| 1.  | «Clear»                       | 1:57     |  |
| 2.  | «The Good Doctor»             | 3:58     |  |
| 3.  | «Puzzle Box»                  | 7:45     |  |
| 4.  | «Veil»                        | 12:41    |  |
| 5.  | «Nil By Mouth» (instrumental) | 7:11     |  |
| 6.  | «Host»                        | 6:47     |  |
| 7.  | «A Cell Divides»              | 5:00     |  |

## Personal
- Ross Jennings - voz
- Charlie Griffiths - guitarras
- Richard Henshall - guitarras
- Diego Tejeida - teclados
- Conner Green - bajo
- Raymond Hearne - batería